# Jutta af Danmark
Jutta (født ca. 1246, død 1284) var en dansk prinsesse og priorinde i Sankt Agnetekloster i Roskilde. Hendes søster Sophie var dronning i Sverige, mens den anden søster, Ingeborg, var dronning i Norge.
Hun var datter af kong Erik Plovpenning og dronning Jutta – opkaldt efter sin moder. Efter at have myrdet Erik i 1250 overtog broderen Abel tronen, mens dronning Jutta giftede sig på ny med borggreven af Magdeburg og flyttede til Tyskland. Eriks døtre voksede derfor op ved hoffet for kong Christoffer og Margrethe Sambiria.

## Sankt Agnete kloster
Som kongedatter havde Jutta krav på at få krongods i arv, men regeringskredsen omkring det nye kongepar lod Jutta anbringe i Sankt Agnete kloster i Roskilde, hvor hendes lillesøster Agnes allerede var abbedisse.
Jutta blev anset for at være klogere og mere moden end søsteren og overtog derfor stillingen som klosterets forstander. Det kan have været så som så med frivilligheden, hvad de to prinsessers klosterløfte angik. Kort før sin død i 1282 følte i hvert fald enkedronning Margrethe Sambiria grund til at erklære, at hun intet ansvar havde haft for prinsessernes handlinger, og at de frivilligt havde valgt at tage sløret. De to søstre har dog tilsyneladende ikke trivedes med klosterlivets askese og seksuelle afholdenhed, for omkring 1270 brød de ordensløftet og flygtede fra klosteret, hvilket vakte opsigt i samtiden.

## Affære med sin svoger
Jutta besøgte derefter søsteren Sophie i Sverige og indledte i følge den svenske rimkrønike et forhold til sin svoger Valdemar Birgersson. Den nye priorinde i klosteret i Roskilde klagede til paven, og de svenske stormænd tvang siden kong Valdemar til at foretage en bodsrejse til Rom. Paven skrev til ærkebiskoppen i Lund, at han skulle lade Jutta bandlyse offentligt på alle søn- og helligdage og i øvrigt skulle man undgå samvær med hende.
Efter disse hændelser kom Jutta igen til Danmark, hvor hun blev indblandet i tvister omkring sit jordegods. Hun stred både med Agneteklosteret – som nægtede hende at tage det tilbage, som hun tidligere havde skænket – samt med kongen, Erik Klipping. Til sidst påbød en danehofsdom fra 1284 kongen at udlevere arven til samtlige af kong Erik Plovpennings døtre. Dermed modtog Jutta en hel del gods, men fik ikke meget glæde af det, da hun døde samme år.